# Roda Sport in het seizoen 1955/56
Het seizoen 1955/1956 was het tweede jaar in het bestaan van de Kerkraadse betaaldvoetbalclub Roda Sport. De club kwam uit in de Nederlandse Hoofdklasse A en eindigde daarin op de 14e plaats, dit betekende dat de club in het nieuwe seizoen uitkwam in de Eerste divisie.

## Wedstrijdstatistieken

### Hoofdklasse A
|       | ADO   | Ajax  | Amsterdam | DOS   | EBOH  | Eindhoven | Excelsior | Fortuna '54 | HVC   | Limburgia | NAC   | NOAD  | Rigtersbleek | Sparta | Stormvogels | Vitesse | VVV   |
| ----- | ----- | ----- | --------- | ----- | ----- | --------- | --------- | ----------- | ----- | --------- | ----- | ----- | ------------ | ------ | ----------- | ------- | ----- |
| Thuis | 4 – 1 | 1 – 2 | 2 – 1     | 2 – 2 | 2 – 2 | 2 – 0     | 3 – 4     | 2 – 3       | 1 – 3 | 2 – 2     | 1 – 5 | 1 – 2 | 2 – 4        | 3 – 2  | 2 – 2       | 4 – 2   | 2 – 1 |
| Uit   | 1 – 1 | 2 – 0 | 4 – 1     | 5 – 2 | 2 – 2 | 0 – 3     | 3 – 3     | 2 – 2       | 2 – 0 | 2 – 1     | 2 – 2 | 3 – 1 | 0 – 2        | 2 – 1  | 6 – 2       | 4 – 3   | 3 – 1 |

## Statistieken Roda Sport 1955/1956

### Eindstand Roda Sport in de Nederlandse Hoofdklasse A 1955 / 1956
| Stand | Gespeeld | Gewonnen | Gelijk | Verloren | Punten | Doelpunten voor | Doelpunten tegen |
| ----- | -------- | -------- | ------ | -------- | ------ | --------------- | ---------------- |
| 14e   | 34       | 8        | 9      | 17       | 25     | 63              | 81               |

### Topscorers
| Competitie \| # \| Naam \| \| \| -------------- \| ---------------- \| -- \| \| 1. \| Frans Rutten \| 19 \| \| 2. \| Bob Jongen \| 14 \| \| 3. \| Toon Ederveen \| 10 \| \| 4. \| Michel Esser \| 6 \| \| 5. \| Herman Weber \| 4 \| \| 6. \| Leo Steinbusch \| 3 \| \| 7. \| Peter Debie \| 2 \| \| 8. \| Jo Hoeppertz \| 1 \| \| 8. \| Jo Oligschläger \| 1 \| \| 8. \| Wim Schreurs \| 1 \| \| 8. \| Jo Vondenhoff \| 1 \| \| Eigen doelpunt \| \| \| \| – \| Kees Kuijs (NAC) \| 1 \| \| Totaal \| Totaal \| 63 \| |                  |      |
| # | Naam             | Goal |
| 1. | Frans Rutten     | 19   |
| 2. | Bob Jongen       | 14   |
| 3. | Toon Ederveen    | 10   |
| 4. | Michel Esser     | 6    |
| 5. | Herman Weber     | 4    |
| 6. | Leo Steinbusch   | 3    |
| 7. | Peter Debie      | 2    |
| 8. | Jo Hoeppertz     | 1    |
| 8. | Jo Oligschläger  | 1    |
| 8. | Wim Schreurs     | 1    |
| 8. | Jo Vondenhoff    | 1    |
| Eigen doelpunt |                  |      |
| – | Kees Kuijs (NAC) | 1    |
| Totaal | Totaal           | 63   |